# Calyptra subnubila
Calyptra subnubila är en fjärilsart som beskrevs av Louis Beethoven Prout 1928. Calyptra subnubila ingår i släktet Calyptra och familjen nattflyn. Inga underarter finns listade i Catalogue of Life.